# Менгден, Георгий Георгиевич
Граф Гео́ргий Гео́ргиевич Менгден (1861—1917) — русский генерал, командир Кавалергардского полка в 1908—1912 годах.

## Биография
Родился 10 (22) октября 1861 года в семье, уже ставшей православной — сын генерал-лейтенанта графа Георгия Федоровича Менгдена (1836—1902) и старший брат Дмитрия Георгиевича (1873—1953) — также кавалергарда.
По окончании Пажеского корпуса в 1881 году, был выпущен корнетом в Кавалергардский полк. В 1886 году назначен заведующим полковой школой солдатских детей, в 1891—1896 годах состоял полковым адъютантом; 22 июля 1897 года произведён в ротмистры с назначением флигель-адъютантом. С 16 декабря 1897 по 7 мая 1898 года командовал 3-м эскадроном полка.
Чины: поручик (1885), штабс-ротмистр (1891), ротмистр (1897), полковник (1902).
С 20 марта 1898 года был заведующим Двором великого князя Сергея Александровича, а 18 апреля 1905 года — заведующим Двором великой княгини Елизаветы Феодоровны. В 1908 году был за отличие произведён в генерал-майоры с зачислением в Свиту.
С 20 ноября 1908 года был командиром Кавалергардского полка, а с 4 ноября 1912 года — командиром 2-й бригады 2-й гвардейской кавалерийской дивизии, с которой вступил в Первую мировую войну. С 11 октября 1914 года состоял в распоряжении Главнокомандующего армиями Западного фронта; 6 декабря 1916 года был произведён в генерал-лейтенанты.
В 1917 году был наблюдающим за Виленским сборным пунктом кавалерийских частей в Луге. Во время Февральской революции был арестован солдатами и убит на гауптвахте 1 (14) марта 1917 года. Похоронен на Лужском городском кладбище.
С 1890 года был женат на придворной даме Марии Артуровне Кассини (?—1938), дочери дипломата графа А. П. Кассини. Детей они не имели.

## Награды
- Орден Святого Станислава 3-й ст. (1892);
- Орден Святого Владимира 4-й ст. (1901);
- Орден Святого Владимира 3-й ст. (1904);
- Орден Святого Станислава 1-й ст. (1912);
- мечи к ордену Св. Станислава 1-й ст. (ВП 13.10.1914);
- мечи к ордену Св. Владимира 3-й ст. (10.1914);
- Орден Святой Анны 1-й ст. (ВП 06.12.1915).

Иностранные:
- прусский Орден Красного орла 4-й ст. (1883);
- персидский Орден Льва и Солнца 4-й ст. (1889);
- ольденбургский Орден Заслуг герцога Петра-Фридриха-Людвига, большой командорский крест (1893);
- черногорский Орден Князя Даниила I 4-й ст. (1894);
- австрийский Орден Железной короны 3-го класса (1895);
- французский Орден Почётного легиона, кавалер (1897);
- румынский Орден Звезды Румынии 3-й ст. (1899);
- мекленбург-шверинский Орден Грифона 2-й ст. (1904);
- шведский Орден Полярной звезды, командор 1-го класса (1908);
- болгарский Орден Святого Александра 2-й ст.;
- бухарский Орден Золотой звезды 2-й ст.;
- гессенский Орден Филиппа Великодушного, командорский крест 1-го кл. с короной (1909);
- прусский Орден Красного орла 2-й ст. со звездой;
- датский Орден Данеброга 2-й ст. (1910);
- французский Орден Почётного легиона, командор (1911);
- прусский Орден Короны 1-й ст. (1912).